# Кандалакшский заповедник
Кандала́кшский госуда́рственный приро́дный запове́дник — заповедник в Мурманской области и Карелии. Один из старейших в России. Расположен на побережье и островах Баренцева моря и Кандалакшского залива Белого моря.

## История
Создан по постановлению ЦИК Карельской АССР № 837 от 7 сентября 1932 года под названием «Кандалакшский охотничий заповедник». Заповедник создавался как резерват для охраны местообитаний морских, водоплавающих и околоводных птиц, в первую очередь гаги.
25 июля 1939 г. Совет Народных Комиссаров РСФСР Постановлением № 386 принял решение «Об образовании Кандалакшского государственного заповедника» с передачей его в подчинение Главному управлению по заповедникам при СНК РСФСР. Имеет статус водно-болотных угодий международного значения. «Семь островов», вошедшие в состав Кандалакшского заповедника в 1951 году, получили заповедный статус ещё в 1938-м. В 1975 году в связи с участием СССР в проекте MAP (сохранение ключевых местообитаний водно-болотных птиц) Кандалакшский залив был включён в список водно-болотных угодий, имеющих международное значение. Расширились и задачи заповедника.
Есть экскурсионный маршрут длиной 3 км.

## Географические данные

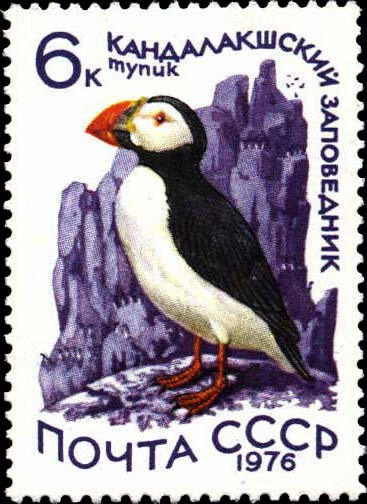
Заповедник на почтовой марке СССР

Площадь 70 530 га (в том числе акватория 49 583 га). Площадь и структура Кандалакшского заповедника неоднократно изменялись.
Заповедник находится в тундре и северной тайге. Состоит из нескольких частей. Включает в себя: Айновские острова, Гавриловские острова, архипелаг Семь островов и острова в акватории Кандалакшского залива (включая остров Великий). Участки приморских пустошей, болот и лугов. Айновские острова, Гавриловские острова и архипелаг Семь островов находятся в Баренцевом море у северного побережья Кольского полуострова и относятся к тундровой зоне; другие заповедные острова — в Кандалакшском заливе Белого моря; здесь же три материковые части заповедника. Это уже зона тайги.

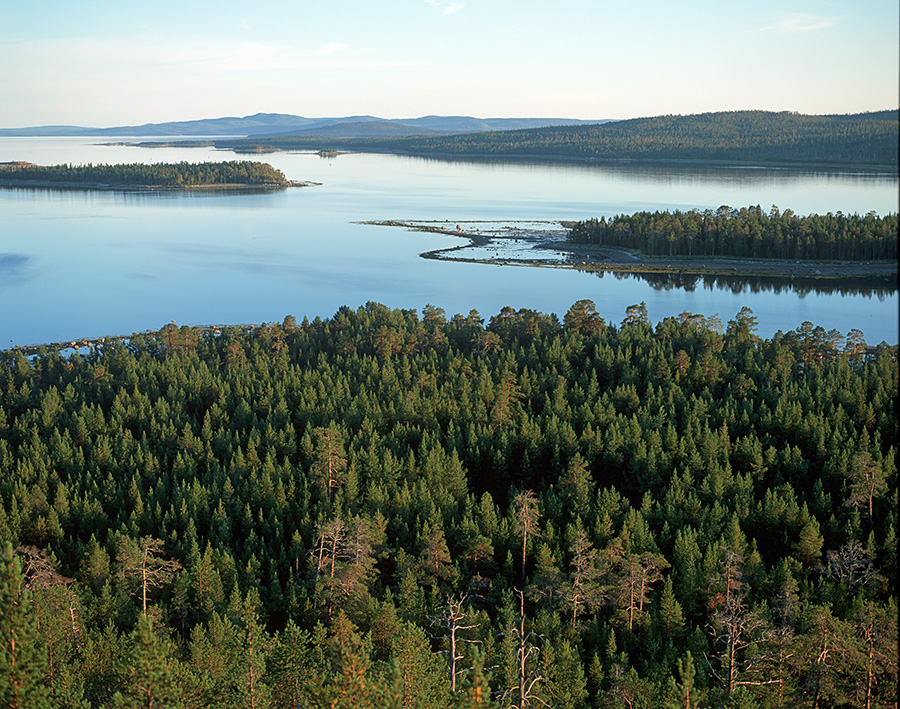

## Флора и фауна
В заповеднике в настоящее время известно около 700 видов сосудистых растений и около 400 видов мохообразных (печеночники, листостебельные мхи). Растительность меняется от типично тундровой до северотаёжной (на Великом, крупнейшем из островов Кандалакшского залива, — его площадь примерно 7 тыс. га). Хвойным таёжным лесам свойственна и соответствующая фауна — белка, заяц-беляк, лисица, лесная куница, рысь, бурый медведь, лось, тетерев, рябчик, глухарь. В таёжном участке произрастают в основном хвойные — сосна и ель. В болотно-луговом участке произрастают 633 вида растений.
Обитают 67 видов млекопитающих, 258 — птиц, 2 — рептилий (живородящая ящерица, обыкновенная гадюка), 3 — амфибий (серая жаба, остромордая и травяная лягушки).
В акваториях заповедника обитает много видов водоплавающих птиц, в том числе гага обыкновенная, ради которой создавался заповедник, а на «Семи островах» находятся большие птичьи базары, хозяева которых — тонкоклювая и толстоклювая кайры, гагарки, атлантические чистики и другие.
В водах заповедника на Белом море живут кольчатая нерпа и морской заяц, а у побережья Мурмана — серый тюлень (тевяк). Когда теплоход идёт по Кандалакшскому заливу, глаз часто натыкается на выступающие из воды круглые блестящие головы нерп. Изредка сюда заходит представитель китов — белуха. Богата ихтиофауна. Много наваги, трески, камбалы, пинагора, бычков; в кандалакшских шхерах нерестится знаменитая беломорская сельдь, стадо которой, к сожалению, значительно сократилось. В нижних горизонтах литорали и сублиторали многочисленны различные группы и виды беспозвоночных — моллюсков, усоногих рачков, бокоплавов, морских пескожилов. В проточных местах залива большие скопления мидий — мидиевые банки.

## Сотрудники заповедника
- Романов Алексей Андреевич, научный сотрудник Карельского научно-исследовательского института, первый заведующий заповедника (назначен весной 1935 года)[5]
- Грибас Александр Викентьевич, директор заповедника (декабрь 1939—1944)[3][6]
- Бианки, Виталий Витальевич
- Корякин, Александр Сергеевич
- Горяшко, Наталия Александровна (известна как Александра Горяшко)